# Walter Susskind

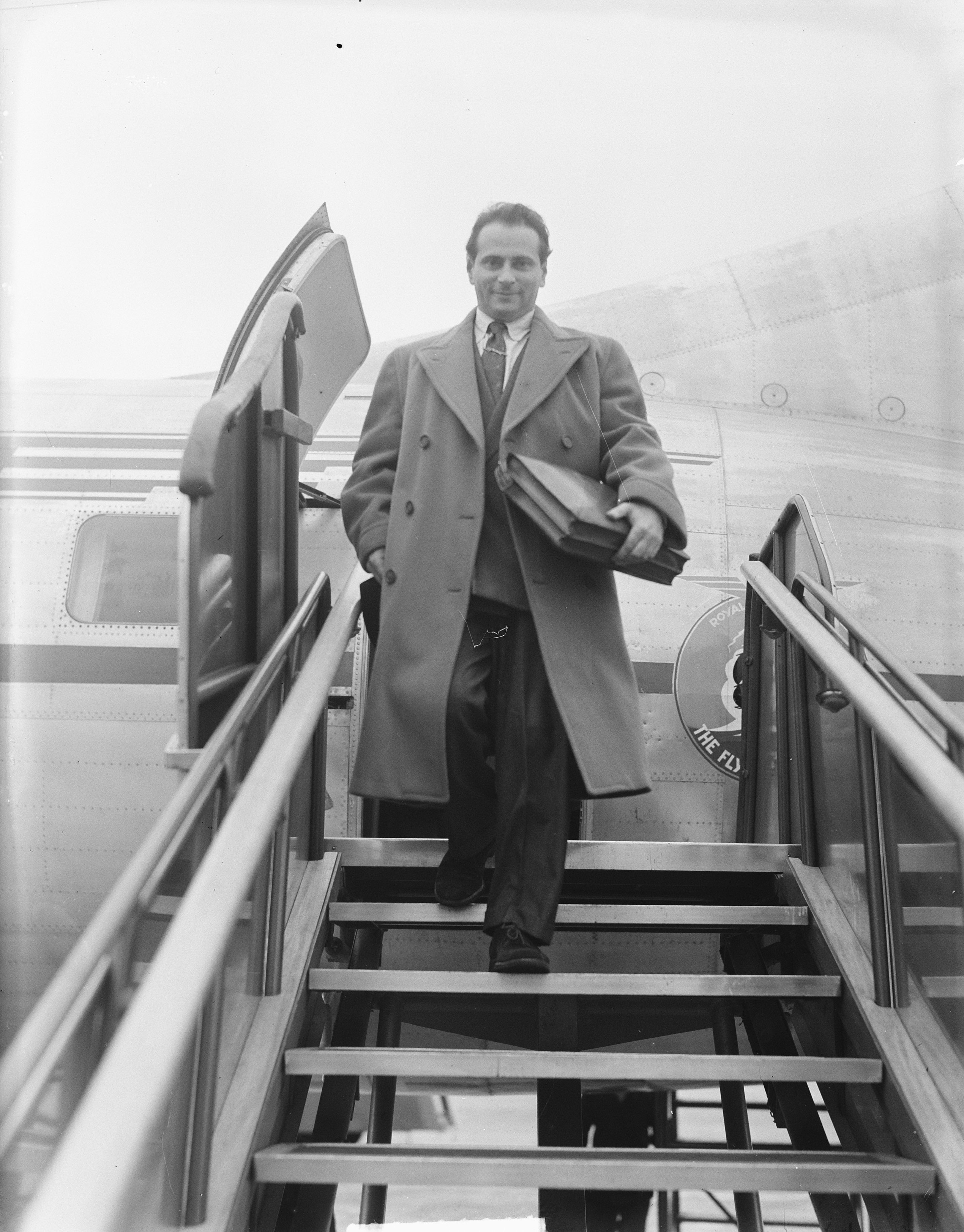
Walter Susskind (1950)

Walter Susskind (ursprungligen Süsskind) född 1 maj 1913 i Prag, död 25 mars 1980 i Berkeley, Kalifornien, var en tjeckisk-brittisk dirigent och pianist. Han flydde från Prag 1939 och blev 1946 brittisk medborgare. Susskinds far var musikkritiker och modern pianopedagog.

## Biografi
Susskind studerade för Josef Suk i Prag. Han debuterade 1934 som dirigent vid tyska operan i Prag där han var elev och assistent hos George Szell.
Han  flydde från Prag 13 mars 1939 och kom till Storbritannien som flykting. Den pianotrio han grundat i Prag fortsatte sin verksamhet i London (Czech Trio). Han dirigerade operaföreställningar för Carl Rosa. Han var dirigent vid Scottish Orchestra 1946–1952, därefter vid symfoniorkestrar i Melbourne 1953–1955, Toronto 1956–1965 och Saint Louis 1968–1975 samt därefter gästdirigent i Cincinnati.
Susskind gjorde flera hundra skivinspelningar, däribland fler än 200 med orkestern i Saint Louis. Hans inspelningar gjordes med bland andra Jascha Heifetz, Arthur Rubinstein, Glenn Gould, Elisabeth Schwarzkopf, Kirsten Flagstad, Yehudi Menuhin, Shura Cherkassky och Victoria de los Ángeles.